# Oranjerie van Paleis Soestdijk
De Oranjerie van Paleis Soestdijk is een voormalige oranjerie in het park van Paleis Soestdijk aan de Amsterdamsestraatweg 1 in Baarn.
De wit gepleisterde oranjerie werd gebouwd in opdracht van koning Willem III. De symmetrisch ingedeelde voorgevel heeft in het midden een driekantige uitbouw. De deuren aan de zuidzijde hebben een asymmetrische roedenverdeling. De drie andere gevels zijn blind uitgevoerd. 
Het gebouw is een rijksmonument. Toen de tuin in december 2006 werd opengesteld voor publiek kreeg de oranjerie een horecafunctie. Daartoe werden diverse onderdelen toegevoegd of gemoderniseerd.